# 19 يناير
- السبت
- الأحد
- الاثنين
- الثلاثاء
- الأربعاء
- الخميس
- الجمعة

- 2827 جمادى الآخرة 1446  هـ
- 2928 جمادى الآخرة 1446  هـ
- 3029 جمادى الآخرة 1446  هـ
- 3130 جمادى الآخرة 1446  هـ
- 11 رجب 1446  هـ
- 22 رجب 1446  هـ
- 33 رجب 1446  هـ
- 44 رجب 1446  هـ
- 55 رجب 1446  هـ
- 66 رجب 1446  هـ
- 77 رجب 1446  هـ
- 88 رجب 1446  هـ
- 99 رجب 1446  هـ
- 1010 رجب 1446  هـ
- 1111 رجب 1446  هـ
- 1212 رجب 1446  هـ
- 1313 رجب 1446  هـ
- 1414 رجب 1446  هـ
- 1515 رجب 1446  هـ
- 1616 رجب 1446  هـ
- 1717 رجب 1446  هـ
- 1818 رجب 1446  هـ
- 1919 رجب 1446  هـ
- 2020 رجب 1446  هـ
- 2121 رجب 1446  هـ
- 2222 رجب 1446  هـ
- 2323 رجب 1446  هـ
- 2424 رجب 1446  هـ
- 2525 رجب 1446  هـ
- 2626 رجب 1446  هـ
- 2727 رجب 1446  هـ
- 2828 رجب 1446  هـ
- 2929 رجب 1446  هـ
- 3030 رجب 1446  هـ
- 311 شعبان 1446  هـ

19 يناير أو 19 كانون الثاني أو يوم 19 \ 1 (اليوم التاسع عشر من الشهر الأوَّل) هو اليوم التاسع عشر (19) من السنة وفقًا للتقويم الميلادي الغربي (الغريغوري). يبقى بعده 346 يومًا لانتهاء السنة، أو 347 يومًا في السنوات الكبيسة.

## أحداث
- 1268 - المسلمون بقيادة الظاهر بيبرس يستردون يافا من الصليبيين.
- 1511 - ميراندولا تستسلم لفرنسا.
- 1792 - مجلس الأمة الفرنسي المنبثق عن الثورة الفرنسية يحكم بإعدام الملك لويس السادس عشر وعائلته بتهمة الخيانة العظمى.
- 1820 - إمارة دبي ترتبط بحماية مع المملكة المتحدة.
- 1839 - الأسطول البريطاني بقيادة «هنس» يتمكن من احتلال عدن ليبدأ استعمارًا لها دام حتى عام 1967.
- 1883 - توماس إديسون يضع أول نظام إضاءة كهربائي في الخدمة.
- 1899 - بريطانيا تفصل السودان عن مصر وتعلن السودان المصري الإنجليزي.
- 1915 - «مناطيد زبلين» الألمانية تقصف مدينة يارموث [الإنجليزية] بالمملكة المتحدة وتقتل 20 شخصًا، وهو أول قصف جوي في التاريخ وذلك في الحرب العالمية الأولى.
- 1918 - اندلاع أول المعارك بين الحرس الأحمر والحرس الأبيض في الحرب الأهلية الفنلندية.
- 1919 - بداية أعمال مؤتمر فرساي الذي أنهى الحرب العالمية الأولى.
- 1941 - القوات البريطانية تهاجم مستعمرة إرتريا الإيطالية وذلك في الحرب العالمية الثانية.
- 1942 - القوات اليابانية تحتل بورما أثناء الحرب العالمية الثانية.
- 1949 - كوبا تعترف بإسرائيل.
- 1956 - انضمام السودان إلى جامعة الدول العربية.
- 1966 - أنديرا غاندي تتولى رئاسة الوزراء في الهند.
- 1975 - زلزال في منطقة حدود كشمير والتبت بقوة 6.8 على مقياس ريختر قتل فيه 42 شخص وإصيب 40 وشرد 2500، وشعر بالهزة في نيودلهي في الهند ولاهور وراولبندي في باكستان.
- 1977 - تساقط الثلوج لأول مرة فوق مدينة ميامي في فلوريدا، وهي المرة الوحيدة المسجلة في التاريخ.
- 1981 -
  - وقوع زلزال إريان بإندونيسيا بقوة 6.8 على مقياس ريختر أدى إلى مقتل 305 شخص وحوالي 1000 مفقود في الجبال ودفنت الإنهيارات الأرضية العديد من القرى.
  - مسؤولين إيرانيون وأمريكيون يوقعون اتفاقًا على إطلاق 52 محتجزاً في السفارة الأمريكية في طهران.
- 1983 - بوليفيا تعتقل الضابط النازي كلاوس باربي.
- 1984 - انتفاضة 1984 بالمغرب
- 1991 - العراق يطلق صاروخ سكود على إسرائيل تسبب بوقوع 15 إصابة وذلك أثناء حرب الخليج الثانية.
- 1993 - التشيك وسلوفاكيا ينضمان لمنظمة الأمم المتحدة.
- 1995 - زلزال في كولومبيا بقوة 6.6 على مقياس ريختر.
- 2007 - اغتيال الصحفي التركي هرانت دينك أمام مقر صحيفته لمطالبته الدائمة بإدانة الإبادة الجماعية للأرمن من قبل الأتراك أثناء الحرب العالمية الأولى.
- 2009 -
  - أمير الكويت الشيخ صباح الأحمد الجابر الصباح يفتتح القمة العربية الاقتصادية والتنموية والاجتماعية الأولى من نوعها في الكويت بحضور 17 من الرؤساء العرب وأمين عام الأمم المتحدة بان كي مون ورئيس السنغال عبد الله واد بصفته رئيسًا لمنظمة التعاون الاسلامي.
  - اجتماع مصالحة في الكويت بين ملك السعودية عبد الله بن عبد العزيز ورئيس سوريا بشار الأسد، وبين رئيس مصر محمد حسني مبارك أمير قطر الشيخ حمد بن خليفة بحضور أمير الكويت الشيخ صباح الأحمد وملك البحرين حمد بن عيسى وملك الأردن عبد الله الثاني وذلك بعد أن أعلن ملك السعودية عبد الله بن عبد العزيز في كلمته بافتتاح القمة العربية الاقتصادية والتنموية والاجتماعية بأن الخلافات بين الدول العربية قد انتهت.
- 2011 - زلزال عنيف يضرب جنوب غربي باكستان بلغت قوته 7.2 درجة على مقياس ريختر وشعر به بأنحاء متفرقة من باكستان والهند وإيران ودبي والبحرين.
- 2011 - هروب خواكين غوزمان لويرا لأول مرة من السجن.
- 2017 -
  - انهيار مبنى بلاسكو إثر حريق هائل يُسفِر عن مقتل 20 رجل إطفاء وإصابة 70 آخرين في العاصمة طهران.
  - تدخل عسكري في غامبيا تقوده سيدياو لإجبار الرئيس المنتهية ولايته يحيى جامع على ترك منصبه للرئيس المنتخب آداما بارو.
- 2023 - تتويج المنتخب العراقي بلقب بطل خليجي 25 للمرة الرابعة، بعد فوزه في مباراة النهائي على المنتخب العماني.
- 2024 - هبوط مركبة الفضاء اليابانية «سِلِم» بنجاح على سطح القمر، لتُصبح اليابان خامس دولة تنجح في الهبوط على القمر.
- 2025 - إعلان وقف إطلاق النار بين إسرائيل وحماس بعد ما يزيد عن سنة من الحرب، مع الاتفاق على تبادل الأسرى على مدى ستة أسابيع.

## مواليد
- 1544 - فرانسوا الثاني، ملك فرنسا.
- 1736 - جيمس واط، مهندس اسكتلندي.
- 1798 - أوغست كونت، اقتصادي وعالم اجتماع وفيلسوف فرنسي.
- 1809 - إدغار آلان بو، شاعر وكاتب أمريكي.
- 1813 - هنري بسمر، مخترع بريطاني وصاحب طريقة بسمر لصناعة الصلب.
- 1839 - بول سيزان، رسام فرنسي.
- 1878 - هيربرت تشابمان، لاعب ومدرب كرة قدم إنجليزي.
- 1912 - ليونيد كانتروفيتش، اقتصادي روسي حاصل على جائزة نوبل في العلوم الاقتصادية عام 1975.
- 1919 - وصفي التل، سياسي أردني.
- 1920 - خافيير بيريز دي كوييار، سياسي بيروفي وأمين عام الأمم المتحدة.
- 1938 - خالد العبيد، ممثل كويتي.
- 1943 - غزوة الخالدي، ممثلة عراقية.
- 1959 - مجدي الإبياري، كاتب مصري.
- 1964 - سعود الشريم، قارئ قرآن سعودي وإمام الحرم المكي.
- 1966 - ستيفان إدبرغ، لاعب كرة مضرب سويدي.
- 1968 - مات هيل، ممثل كندي.
- 1969 -
  - بريدراغ مياتوفيتش، لاعب كرة قدم من الجبل الأسود.
  - ستيف ستاونتون، لاعب كرة قدم أيرلندي.
- 1972 -
  - أنغام، مغنية مصرية.
  - دريا دي ماتو، ممثلة أمريكية.
- 1977 - لاورين، لاعب كرة قدم كاميروني.
- 1980 - مي عز الدين، ممثلة مصرية.
- 1981 - أسيير دل هورنو، لاعب كرة قدم إسباني.
- 1984 - حسين ياسر، لاعب كرة قدم قطري من أصل مصري.
- 1986 - سلوى الجراش، مغنية وممثلة بحرينية.
- 1991 - هوانغ أنيوب ، ممثل كوري.
- 1992 - شون جونسون، لاعبة جمباز فني أمريكية.

## وفيات
- 1302 - الحاكم بأمر الله، خليفة فاطمي.
- 1595 - مراد الثالث، سلطان عثماني.
- 1629 - عباس الأول الصفوي، خامس شواهين الدولة الصفوية.
- 1945 - هنري جون جوفاين، جراح بريطاني.
- 1970 - حمزة هومو، كاتب وشاعر بوسني.
- 1979 - صلاح منصور، ممثل مصري.
- 1986 - عبد الله بن عمر بن دهيش، فقيه حنبلي وقاضي سعودي.
- 1992 - أنور البابا، ممثل سوري.
- 1993 - عصمت عبد العليم، ممثلة ومغنية مصرية.
- 2000 - بتينو كراكسي، رئيس وزراء إيطاليا.
- 2002 - يحيى العلمي، مخرج مصري.
- 2006 - عون الشريف قاسم، كاتب وعالم مسلم سوداني.
- 2007 - هرانت دينك، صحافي تركي.
- 2013 -
  - وحيد سيف، ممثل مصري.
  - نبيل الهجرسي، ممثل مصري.
  - عبد الرحيم الكومري، عداء مغربي.
  - تايهو كوكي، مصارع ياباني.
- 2017 - يوسف الشاروني، كاتب قصص وناقد مصري..
- 2019 - مي منسى، كاتبة وإعلامية وروائية لبنانية.
- 2021 -
  - سامي حداد، إعلامي فلسطيني.
  - صادق حميد علوش، طبيب وعسكري وسياسي عراقي.

## أعياد ومناسبات
- وليمة السلطان عند البهائية.
- يوم الكاراوكي في اليابان.

## وصلات خارجية
- وكالة الأنباء القطريَّة: حدث في مثل هذا اليوم.
- النيويورك تايمز: حدث في مثل هذا اليوم.
- BBC: حدث في مثل هذا اليوم.